# 270-я стрелковая дивизия (1-го формирования)
270-я стрелковая дивизия (270 сд) — воинское формирование (соединение, стрелковая дивизия) РККА в Великой Отечественной войне.
Дивизия участвовала в боевых действиях с 20 августа 1941 года по 30 июня 1942 года
Сокращённое наименование — 270 сд

## История
Дивизия формировалась на основании приказа НКО от 10 июля 1941 года в Одесском военном округе в городе Мелитополь. Командиром дивизии был назначен полковник 3. Ю. Кутлин
С 20 августа дивизия была передана Южному фронту и находилась в его резерве. С 25 августа её части в составе 12-й армии Южного фронта, а с 28 сентября — 6-й армии Юго-Западного фронта принимали участие в Донбасской оборонительной операции. В январе 1942 года она в составе 6-й армии успешно действовала в Барвенково-Лозовской наступательной операции, в ходе которой 27 января освободила город Лозовая. С марта 1942 года дивизия обороняла город и станцию Лозовая, успешно отбивая все атаки противника. В мае 1942 года в ходе Харьковского сражения дивизия в составе 6-й армии попала в окружение. Дивизия совершала прорыв севернее села Лозовеньки. В результате прорыва большая часть соединения погибла или попала в плен. Погиб также и командир дивизии генерал-майор Кутлин.
30 июня 1942 года дивизия расформирована.

## Полное название
- 973-й стрелковый полк,
- 975-й стрелковый полк,
- 977-й стрелковый полк,
- 810-й артиллерийский полк,
- 542-й отдельный зенитный артиллерийский дивизион,
- 344-я разведывательная рота,
- 549-й сапёрный батальон,
- 629-й отдельный батальон связи,
- 332-й медико-санитарный батальон,
- 294-я отдельная рота химзащиты,
- 713-й автотранспортный батальон,
- 369-я полевая хлебопекарня,
- 683-й дивизионный ветеринарный лазарет,
- 958-я полевая почтовая станция.

## Подчинение
| Дата            | Фронт                                | Армия      | Корпус | Примечания |
| --------------- | ------------------------------------ | ---------- | ------ | ---------- |
| 01.08.1941 года | Одесский военный округ / Южный фронт |            |        | -          |
| 01.09.1941 года | Южный фронт                          | 12-я армия |        | -          |
| 01.10.1941 года | Юго-Западный фронт                   | 6-я армия  |        | -          |
| 01.11.1941 года | Юго-Западный фронт                   | 6-я армия  |        | -          |
| 01.12.1941 года | Юго-Западный фронт                   | 6-я армия  |        | -          |
| 01.01.1942 года | Юго-Западный фронт                   | 6-я армия  |        | -          |
| 01.02.1942 года | Юго-Западный фронт                   | 6-я армия  |        | -          |
| 01.03.1942 года | Юго-Западный фронт                   | 6-я армия  |        | -          |
| 01.04.1942 года | Юго-Западный фронт                   | 6-я армия  |        | -          |
| 01.05.1942 года | Юго-Западный фронт                   | 6-я армия  |        | -          |
| 01.06.1942 года | Юго-Западный фронт                   | 6-я армия  |        | -          |

## Командование
Командиры
- Кутлин, Заки Юсупович (10.07.1941 — 27.05.1942), полковник, с 27.03.1942 генерал-майор

Заместители командира
Начальники штаба
- Сыщук, Емельян Фёдорович (13.10.1941 — ??.06.1942), майор, с 17.04.1942 подполковник

## В дивизии служили
- Розанов, Сергей Иванович — впоследствии заключённый Маутхаузена, член Союза художников СССР